# Comptosia microrhynchus
Comptosia microrhynchus är en tvåvingeart som beskrevs av Yeates 1991. Comptosia microrhynchus ingår i släktet Comptosia och familjen svävflugor.
Artens utbredningsområde är Sydaustralien. Inga underarter finns listade i Catalogue of Life.